# ایستگاه قطار شهری شهدا (اصفهان)
ایستگاه قطار شهری شهدا یکی از ایستگاه‌های خط ۱ متروی اصفهان که در میدان شهدا و در ابتدای خیابان چهارباغ در اصفهان واقع شده‌است. ایستگاه بعدی در ضلع شمالی ایستگاه شهید باهنر و در ضلع جنوبی ایستگاه تختی است.
خیابان های متصل به این ایستگاه خیابان های چهارباغ پائین - شهید فروغی - کاوه - شهید مدرس و ابن سینا است .